# 哈西魯邁勒
32°55′41″N 3°16′16″E / 32.928°N 3.271°E

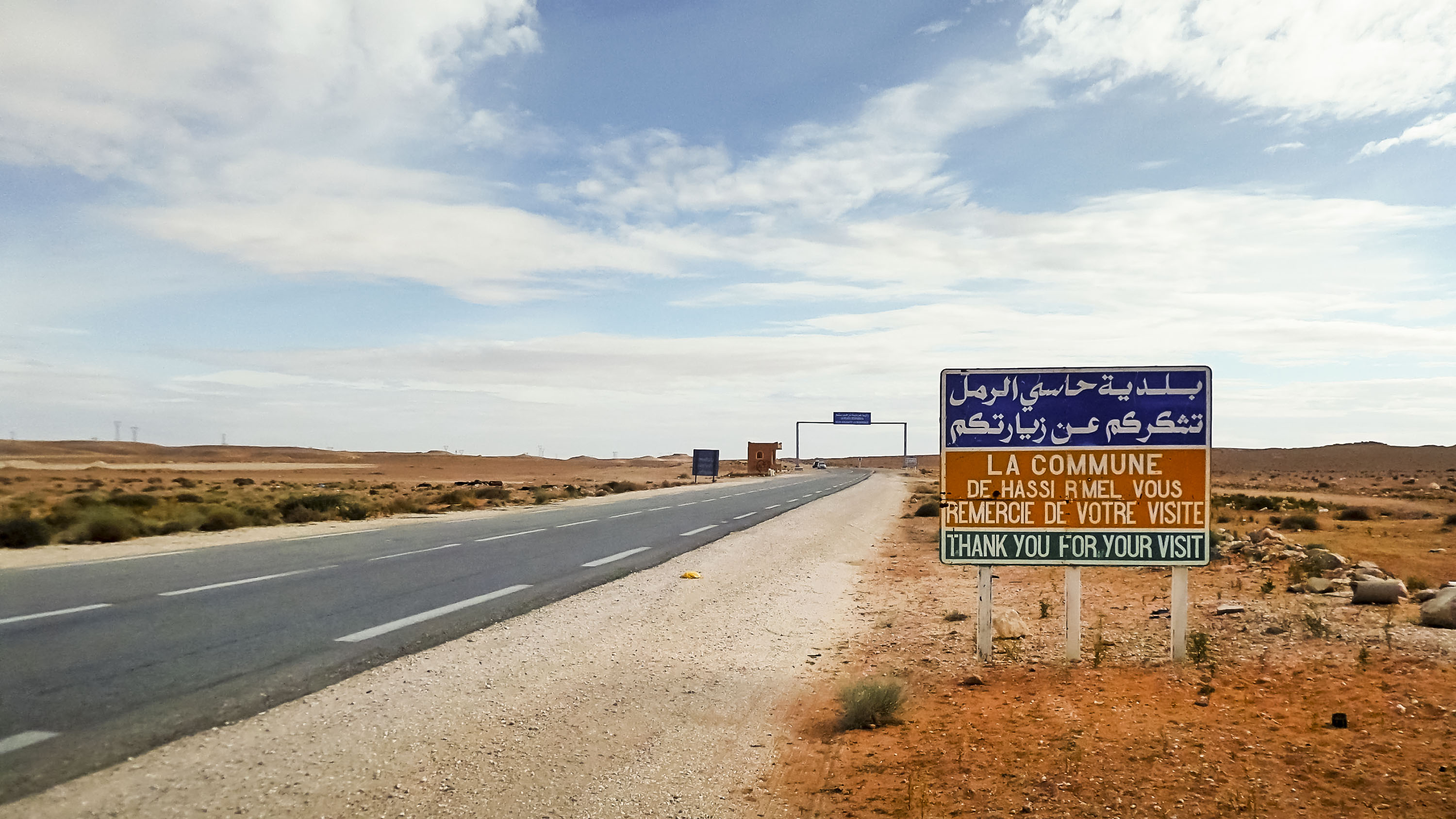
哈西魯邁勒

哈西魯邁勒（阿拉伯语：‎），是阿爾及利亞的城鎮，位於該國中部，由艾格瓦特省負責管轄，是哈西魯邁勒區的首府，面積3,830平方公里，2008年人口22,133，人口密度每平方公里6人。